# Varna Peninsula
Varna Peninsula är en udde i Antarktis. Den ligger i Sydshetlandsöarna. Argentina, Chile och Storbritannien gör anspråk på området.
Terrängen inåt land är lite kuperad. Havet är nära Varna Peninsula åt nordost. Trakten är glest befolkad. Närmaste befolkade plats är St. Kliment Ohridski Base, 15,8 kilometer sydväst om Varna Peninsula. 